# Willem Baptist
Willem Baptist (1979) is een Nederlands filmregisseur van documentaires en korte speelfilms.
Voor zijn VPRO-jeugddocumentaire Ik ben echt niet bang! (2010) ontving hij de Kinderkast-juryprijs op het Cinekid Festival en werd hij genomineerd voor een televisievakprijs van het Nederlands Instituut voor Beeld en Geluid. In de Verenigde Staten won hij een Golden Gate Award op het 55e San Francisco International Film Festival. Zijn documentaire Wild Zwijn (2013, NTR) werd op het Nederlands Film Festival in Utrecht genomineerd voor een Gouden Kalf voor de beste korte documentaire.  In 2016 rapporteerde Imposible Magazine dat Baptist een lange documentaire, getiteld Instant Dreams, aan het filmen was in Berlijn and Californië. [7] Instant Dreams ging in 2017 in première op het International Documentary Film Festival Amsterdam, waar de film was geselecteerd voor de First Appearance Competition en Dutch Documentary Competition. [8] Instant Dreams werd op het Nederlands Film Festival genomineerd voor een Gouden Kalf voor Beste Muziek. 

## Filmografie
- Bijna blind (2007)
- Yuri (2008)
- Only You (2009)
- Ik ben echt niet bang! (2010)
- Donnie (2011)
- Wild Zwijn (2013)
- Instant Dreams (2017)
- Ring of Dreams (2019)
- Uur van de Wolf: Guy Weizman - Voorheen/Nadien (2021)

## Producent
In 2017 won de door Willem Baptist en Nienke Korthof in samenwerking met Ikon geproduceerde documentaire Snelwegkerk van Elsbeth Fraanje een Gouden Kalf op het Nederlands Film Festival. In 2022 werd de film Shabu van Shamira Raphaëla, in samenwerking met omroep HUMAN eveneens bekroond met een Gouden Kalf. 